# Champdepraz
Champdepraz – miejscowość i gmina we Włoszech, w regionie Dolina Aosty.
Według danych na styczeń 2009 gminę zamieszkiwało 695 osób przy gęstości zaludnienia 14,3 os./1 km².